# Привіт, мені вже час (фільм)
«Привіт, мені вже час» (англ. Hello I Must Be Going) — американський фільм 2012 року. У головних ролях знялися Мелані Лінскі і Крістофер Ебботт.

## Зміст
Після розлучення Емі переїхала жити до батьків у передмістя. Невдалий шлюб, необхідність жити з батьками, які очікували від дочки більшого, ніж доля розлученої відлюдниці без амбіцій, позначаються на душевному стані Емі — вона пригнічена і дезорієнтована.
Побороти депресію і відволіктися Емі допомагає зустріч із Джеремі — значно молодшим актором-початківцем. Юнак змушує Емі відчути себе коханою, здатний її вислухати і збагнути. Незабаром вона розуміє, що шлюб, причин розпаду якого вона не розуміла, насправді не приносив їй щастя, пригнічуючи в ній всі спроби самореалізації. Тепер же Емі вирішує ґрунтовно зайнятися тим, чим захоплювалася ще в юності, — фотографією.

## У ролях
| Актор            | Роль           |
| ---------------- | -------------- |
| Мелані Лінскі    | Емі            |
| Крістофер Ебботт | Джеремі Хаммер |
| Блайт Даннер     | Рут            |
| Джон Рубінстайн  | Стен           |
| Сара Чейз        | Міссі          |
| Дейв Кеніг       | Гері           |
| Міра Сімхан      | Карен          |
| Джулі Вайт       | Гвен Хаммер    |
| Джиммі Сімпсон   | Філ            |

## Знімальна група
- Режисер — Тодд Луісо
- Сценаристка — Сара Коскофф
- Продюсери — Джессіка Колдуелл, Річард Нейстадтер, Алехандро Де Леон
- Композиторка — Лаура Вейрс